# جنا کولمن
جنا لوئیس کولمن (انگلیسی: Jenna Coleman؛ زادهٔ ۲۷ آوریل ۱۹۸۶) یک هنرپیشه اهل بریتانیا است و در مدرسه آرنولد درس خوانده‌است که از سال ۲۰۰۵ میلادی تاکنون مشغول فعالیت است.
کولمن از سال ۲۰۱۲ در مجموعه تلویزیونی علمی تخیلی دکتر هو در نقش کلارا آزوالد (Clara Oswald) ظاهر شده‌است. او در سال ۲۰۱۶ در فیلم من پیش از تو بازی کرد و در همین سال با نقش آفرینی در نقش ملکه ویکتوریا در سریال تلویزیونی ویکتوریا به معروفیتی مضاعف دست یافته‌است و در سال ۲۰۱۸ در سریال گریستن و در سال ۲۰۲۱ هم در سریال (the serpent) بازی کرد.